# Stian Sivertzen
Stian Sivertzen (Kongsberg, 28 marzo 1989) è un ex snowboarder norvegese.

## Biografia
Specialista dello snowboard cross, ha esordito in Coppa del Mondo di snowboard l'8 marzo 2007 a Lake Placid, negli Stati Uniti.

## Palmarès

### Mondiali
- 1 medaglia:
  - 1 bronzo (snowboard cross a Stoneham 2013)

### Mondiali juniores
- 1 medaglia:
  - 1 oro (snowboard cross a Bad Gastein 2007)

### Coppa del Mondo
- Miglior piazzamento in classifica generale: 8º nel 2008
- Miglior piazzamento nella Coppa del Mondo di snowboard cross: 2º nel 2008
- 6 podi
  - 2 vittorie
  - 4 secondi posti

#### Coppa del Mondo - vittorie
| Data              | Luogo        | Paese  | Disciplina |
| ----------------- | ------------ | ------ | ---------- |
| 26 settembre 2007 | Valle Nevado | Cile   | SBX        |
| 14 febbraio 2012  | Valmalenco   | Italia | SBX        |

Legenda:

SBX = Snowboard cross